# سانتو دمینگو-کاودییا
سانتو دمینگو-کاودییا (به اسپانیایی: Santo Domingo-Caudilla) یک شهرستان در اسپانیا است که در استان تولدو واقع شده‌است.

## خصوصیات
سانتو دمینگو-کاودییا ۵۴ کیلومترمربع مساحت و ۸۰۱ نفر جمعیت دارد و ۵۶۹ متر بالاتر از سطح دریا واقع شده‌است.